# FuryBSD
FuryBSD war ein 2019 von Joe Maloney gegründetes freies Unix-Betriebssystem-Projekt, das als Distribution direkt auf FreeBSD basierte und als Rolling Release ausgelegt war. Dazu wurden ISO-Abbilder für die Installation veröffentlicht, die auf DVD oder USB-Stick übertragen werden konnten. Als Desktop-Umgebungen standen wahlweise Xfce oder KDE Plasma 5 zur Verfügung. Wegen mandelnder Unterstützung wurde das Projekt jedoch schon nach kurzer Zeit im Oktober 2020 eingestellt.
FuryBSD wurde unter der freizügigen 3-Klausel-BSD-Lizenz (englisch modified BSD license) veröffentlicht – im Gegensatz zu FreeBSD, das unter der 2-Klausel-BSD-Lizenz steht (simplified BSD license).

## FreeBSD-Distribution
Das Projekt hatte sich das Ziel gesetzt, ein funktionales Live-System zu erstellen, um Treiber ausprobieren zu können und ohne dabei FuryBSD auf die Festplatte installieren zu müssen. Von diesem Live-System aus sollte ein unmodifiziertes FreeBSD-System einfach installierbar sein.
FuryBSD zeichnete sich dadurch aus, dass es nur von FreeBSD zur Verfügung gestellte Programme verwendete. Das unterschied die Distribution von anderen FreeBSD-basierten Distributionen wie GhostBSD, TrueOS oder NomadBSD, denn nach der Installation erhielt man ein zwar vorkonfiguriertes, aber ein ansonsten unverändertes FreeBSD. Nutzer können somit auf alle von der FreeBSD-Gemeinschaft verfügbaren Ressourcen zurückgreifen, etwa Handbücher und Foren. Nach dem Ende des Projekts konnte dadurch ein bereits installiertes FuryBSD einfach als FreeBSD weiterverwendet werden.

## Eigenschaften
Durch FuryBSD konnte FreeBSD sehr schnell einsatzbereit installiert werden. Die Vorkonfiguration zeichnete sich dabei durch einige Besonderheiten aus:
- das Live-System nutzte eine OpenZFS-Memdisk (im Gegensatz zu FreeBSD, das dafür UnionFS nutzte)
- X.Org-Server mit Treibern für AMD-, Intel- und Nvidia-Grafikkarten, sowie für VirtualBox
- wahlweise mit Xfce- oder Plasma-Desktop-Umgebung
- eine Vorauswahl an Anwendungsprogrammen, darunter Firefox als Webbrowser

In FreeBSD-üblicher Weise konnte nach erfolgter Installation zusätzliche Software eingerichtet werden, so z. B. auch eine andere Desktop-Umgebung nachinstalliert werden, etwa MATE oder Gnome.

## Veröffentlichungen
Das Projekt veröffentlichte nur die Installations-Abbilder, wobei für 2020 eine Veröffentlichung pro Quartal geplant gewesen war. Das letzte ISO-Abbild ist 2020Q3 vom 14. September 2020. Mit dem Ende des Projekts werden keine weiteren ISO-Abbilder mehr angeboten.
- FuryBSD auf GitHub